# Mistrzostwa Azji we Wspinaczce Sportowej 2005
Mistrzostwa Azji we Wspinaczce Sportowej 2005 – 14. edycja Mistrzostw Azji we wspinaczce sportowej, która odbyła się w dniu 23 września 2005 w irańskim Kermanie.
Podczas zawodów wspinaczkowych zawodnicy i zawodniczki rywalizowali w 4 konkurencjach.

## Konkurencje
Mężczyźni
- prowadzenie oraz wspinaczka na czas

Kobiety
- prowadzenie oraz wspinaczka na czas

## Medaliści
| Konkurencja   | Złoto                             | Srebro                        | Brąz                    |
| ------------- | --------------------------------- | ----------------------------- | ----------------------- |
| Mężczyźni     |                                   |                               |                         |
| prowadzenie.  | Korea Południowa · Son Sang-won   | Korea Południowa · Kim Ja-bee | Japonia · Hidekazu Ito  |
| wsp. na czas. | Indonezja · Galar Pandu Asmoro    | Indonezja · Abu Dzar Yulianto | Chiny · Chen Xiaojie    |
| Kobiety       |                                   |                               |                         |
| prowadzenie.  | Korea Południowa · Kim Ja-in      | Chiny · Huang Liping          | Hongkong · Liu Hiu Ying |
| wsp. na czas. | Indonezja · Agung Etti Hendrawati | Indonezja · Evi Neliwati      | Hongkong · Lisa Cheng   |

## Klasyfikacja medalowa[1]
* Gospodarz zawodów został zaznaczony tym kolorem.
|                   |                   |   |   |   |    |  |  |  |  |
| 1                 | Indonezja         | 2 | 2 | 0 | 4  |  |  |  |  |
| 2                 | Korea Południowa  | 2 | 1 | 0 | 3  |  |  |  |  |
| 3                 | Hongkong          | 0 | 0 | 2 | 2  |  |  |  |  |
| 4                 | Chiny             | 0 | 0 | 1 | 1  |  |  |  |  |
| 4                 | Japonia           | 0 | 0 | 1 | 1  |  |  |  |  |
| Ogółem (5 państw) | Ogółem (5 państw) | 4 | 4 | 4 | 12 |  |  |  |  |